# Олимпийская клятва
Олимпийская клятва — традиционный ритуал на церемонии открытия Олимпийских игр, один из важнейших атрибутов Олимпийских игр, выражающий идею объединения молодёжи на спортивном мероприятии.

## Олимпийская клятва спортсменов

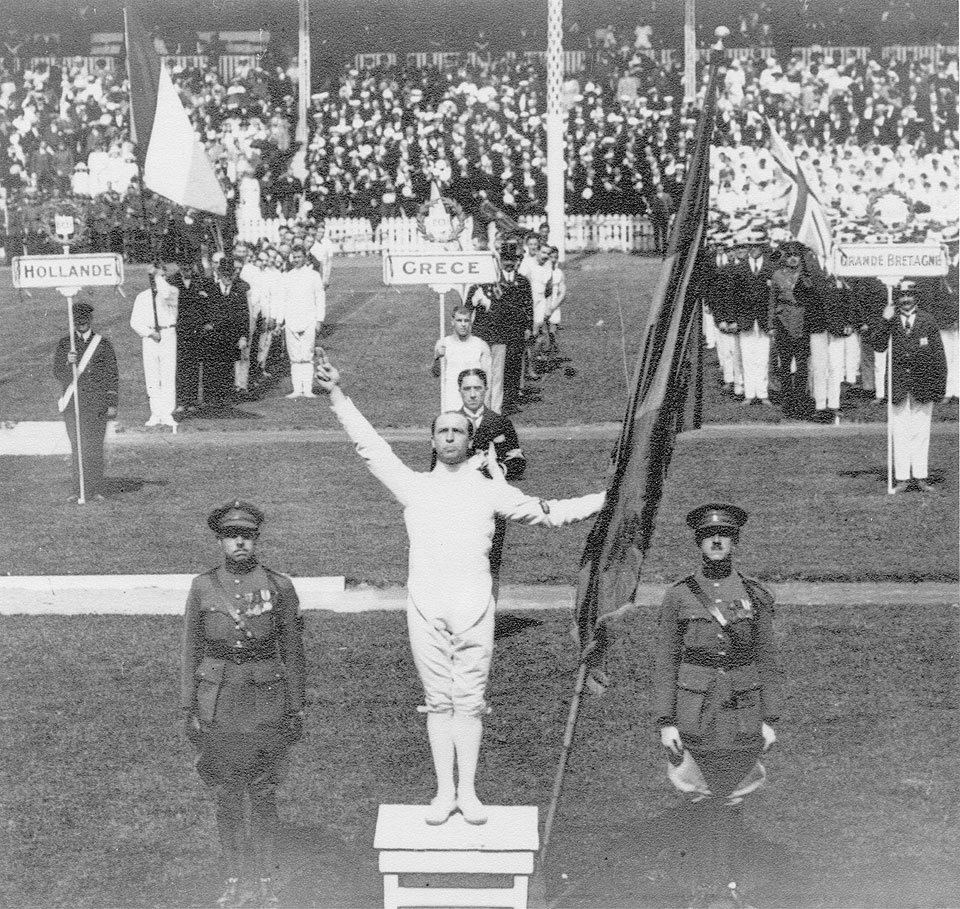
Виктор Буан впервые произносит олимпийскую клятву на Олимпийских играх 1920 года

Текст олимпийской клятвы разработан в 1913 году Пьером де Кубертеном, который предложил Международному олимпийскому комитету (МОК) возродить ритуал олимпийской клятвы, принимавшейся на Олимпийских играх в Древней Греции (клятва чести на стадионе в Олимпии у алтаря Зевсу).
Текст Олимпийской клятвы спортсменов:
От имени всех спортсменов я обещаю, что мы будем участвовать в этих Олимпийских играх, уважая и соблюдая правила, по которым они проводятся, в истинно спортивном духе, во славу спорта и во имя чести своих команд.
Впервые олимпийская клятва была произнесена на Олимпийских играх 1920 года бельгийским спортсменом Виктором Бойном. Согласно Олимпийской хартии, олимпийская клятва произносится спортсменом страны, где проводятся очередные Олимпийские игры, с трибуны, установленной на поле олимпийского стадиона, у знамени своей страны. Чести произнести олимпийскую клятву Национальный олимпийский комитет обычно удостаивает одного из выдающихся спортсменов.

## Олимпийская клятва судей
В 1968 году по предложению Олимпийского комитета СССР МОК включил в церемонию открытия летних и зимних Игр также Олимпийскую клятву судей (произносится после Олимпийской клятвы спортсменов судьёй из страны, где проводятся Олимпийские игры).
Текст Олимпийской клятвы судей:
От имени всех судей и официальных лиц я обещаю, что мы будем выполнять наши обязанности на этих Олимпийских играх с полной беспристрастностью, уважая и соблюдая правила, по которым они проводятся, в истинно спортивном духе.

## Олимпийская клятва тренеров
Исполняется с летних Юношеских игр 2010.
От имени всех тренеров и остальных людей из окружения спортсменов я обещаю, что мы будем вести себя так, чтобы поддерживать спортивный дух и честную игру, в соответствии с основными принципами олимпийского движения.

## Список произносивших клятву

### Летние Олимпийские игры
| Год  | Спортсмен                        | Вид спорта                        | Судья                     | Тренер                  |
| ---- | -------------------------------- | --------------------------------- | ------------------------- | ----------------------- |
| 1920 | Виктор Буан                      | Фехтование, Водное поло           |                           |                         |
| 1924 | Жорж Андре                       | Лёгкая атлетика                   |                           |                         |
| 1928 | Харри Денис                      | Футбол                            |                           |                         |
| 1932 | Джордж Кэлнен                    | Фехтование                        |                           |                         |
| 1936 | Рудольф Измайр                   | Тяжёлая атлетика                  |                           |                         |
| 1948 | Дональд Финлей                   | Лёгкая атлетика                   |                           |                         |
| 1952 | Хейкки Саволайнен                | Спортивная гимнастика             |                           |                         |
| 1956 | Джон Лэнди Анри Сен-Сир (1)      | Лёгкая атлетика Конный спорт      |                           |                         |
| 1960 | Адольфо Консолини                | Лёгкая атлетика                   |                           |                         |
| 1964 | Такаси Оно                       | Спортивная гимнастика             |                           |                         |
| 1968 | Пабло Гарридо                    | Лёгкая атлетика                   |                           |                         |
| 1972 | Хайди Шюллер (2)                 | Лёгкая атлетика                   | Хайнц Полле               |                         |
| 1976 | Пьер Сен-Жан                     | Тяжёлая атлетика                  | Морис Фоже                |                         |
| 1980 | Николай Андрианов                | Спортивная гимнастика             | Александр Медведь         |                         |
| 1984 | Эдвин Мозес                      | Лёгкая атлетика                   | Шэрон Уэбер               |                         |
| 1988 | Хǒ Джэ Сон Мина                  | Баскетбол Гандбол                 | Ли Ханънэ (이학래)        |                         |
| 1992 | Луис Доресте                     | Парусный спорт                    | Эугени Асенсио            |                         |
| 1996 | Тереза Эдвардс                   | Баскетбол                         | Хоби Биллинглси           |                         |
| 2000 | Речелл Хоукс                     | Хоккей на траве                   | Питер Керр                |                         |
| 2004 | Зои Димосхаки                    | Плавание                          | Лазарос Вореадис          |                         |
| 2008 | Чжан Инин                        | Настольный теннис                 | Хуан Липин                |                         |
| 2012 | Сара Стивенсон                   | Тхэквондо                         | Мик Бэйси                 | Эрик Фаррелл            |
| 2016 | Роберт Шейдт                     | Парусный спорт                    | Мартиньо Нобре            | Адриана Сантос          |
| 2020 | Касуми Исикава Рёта Ямагата      | Настольный теннис Лёгкая атлетика | Асуми Цудзаки Масато Като | Рэйка Уцуги Косэй Иноуэ |
| 2024 | Мелина Робер-Мишон Флоран Маноду | Лёгкая атлетика Плавание          |                           |                         |

(1)В Стокгольме, где проводились соревнования по конному спорту.
(2)Впервые на летних Играх Олимпийскую клятву произнесла женщина.

### Зимние Олимпийские игры
| Год  | Спортсмен                   | Вид спорта            | Судья                 | Тренер            |
| ---- | --------------------------- | --------------------- | --------------------- | ----------------- |
| 1924 | Камиль Мандрийон            | Горнолыжный спорт     |                       |                   |
| 1928 | Ханс Айденбенц              | Горнолыжный спорт     |                       |                   |
| 1932 | Джек Ши                     | Конькобежный спорт    |                       |                   |
| 1936 | Вильгельм Богнер            | Лыжное двоеборье      |                       |                   |
| 1948 | Биби Торриани               | Хоккей с шайбой       |                       |                   |
| 1952 | Турбьёрн Фалькангер         | Прыжки с трамплина    |                       |                   |
| 1956 | Джулиана Кеналь-Минуццо (1) | Горнолыжный спорт     |                       |                   |
| 1960 | Кэрол Хейсс                 | Фигурное катание      |                       |                   |
| 1964 | Пауль Асте                  | Бобслей               |                       |                   |
| 1968 | Лео Лакруа                  | Горнолыжный спорт     |                       |                   |
| 1972 | Кэити Судзуки               | Конькобежный спорт    | Фумио Асаки           |                   |
| 1976 | Вернер Делле-Карт           | Бобслей               | Вилли Кёстингер       |                   |
| 1980 | Эрик Хайден                 | Конькобежный спорт    | Терри Макдермотт      |                   |
| 1984 | Боян Крижай                 | Горнолыжный спорт     | Драган Перович        |                   |
| 1988 | Пьер Харви                  | Лыжные гонки          | Сьюзан Морроу-Фрэнсис |                   |
| 1992 | Сурия Бонали                | Фигурное катание      | Пьер Борна            |                   |
| 1994 | Вегард Ульванг              | Лыжные гонки          | Кари Коринг           |                   |
| 1998 | Кэндзи Огивара              | Лыжное двоеборье      | Дзюнко Хирамацу       |                   |
| 2002 | Джимми Ши (2)               | Скелетон              | Аллен Чёрч            |                   |
| 2006 | Джорджо Рокка               | Горнолыжный спорт     | Фабио Бьянкетти       |                   |
| 2010 | Хейли Уикенхайзер           | Хоккей с шайбой       | Мишель Верро          |                   |
| 2014 | Руслан Захаров              | Шорт-трек             | Вячеслав Веденин      | Анастасия Попкова |
| 2018 | Мо Тхэ Бом                  | Конькобежный спорт    | Ким У Сик             | Пак Ки Хо         |
| 2022 | Лю Цзяюй Ван Цян            | Сноуборд Лыжные гонки | Юнчунь Тао            | Цзи Сяооу         |

- (1) Впервые на зимних Олимпийских играх клятву произнесла женщина.
- (2) Олимпийский чемпион (2002) скелетонист Джимми Ши — внук двукратного олимпийского чемпиона (1932) конькобежца Джека Ши, который произносил Олимпийскую клятву на зимних Играх 1932 года